# Colias croceus
La crocea (Colias croceus (Geoffroy in Fourcroy, 1785)) è un lepidottero diurno appartenente alla famiglia Pieridae, diffuso in Eurasia e Nordafrica.

## Galleria d'immagini

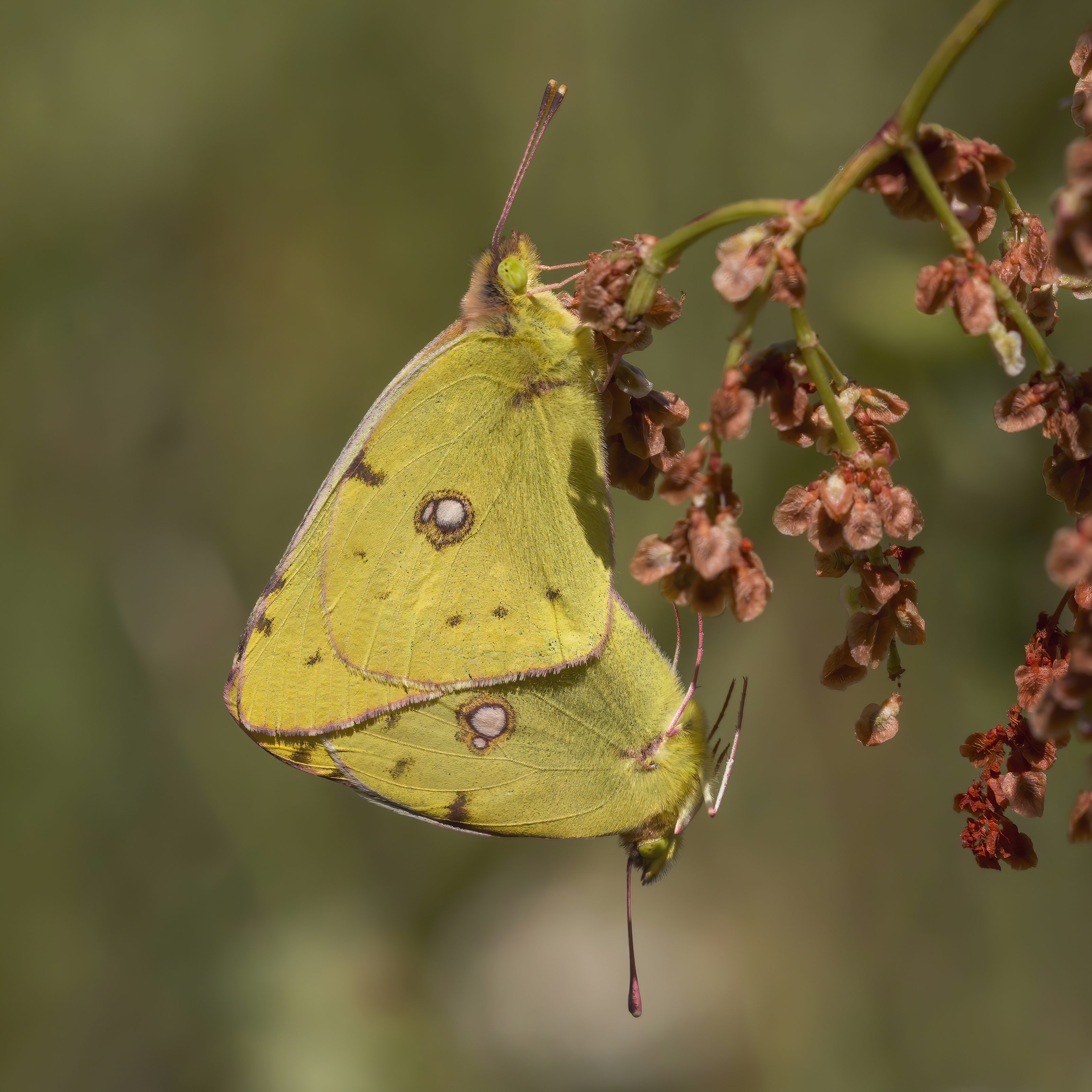
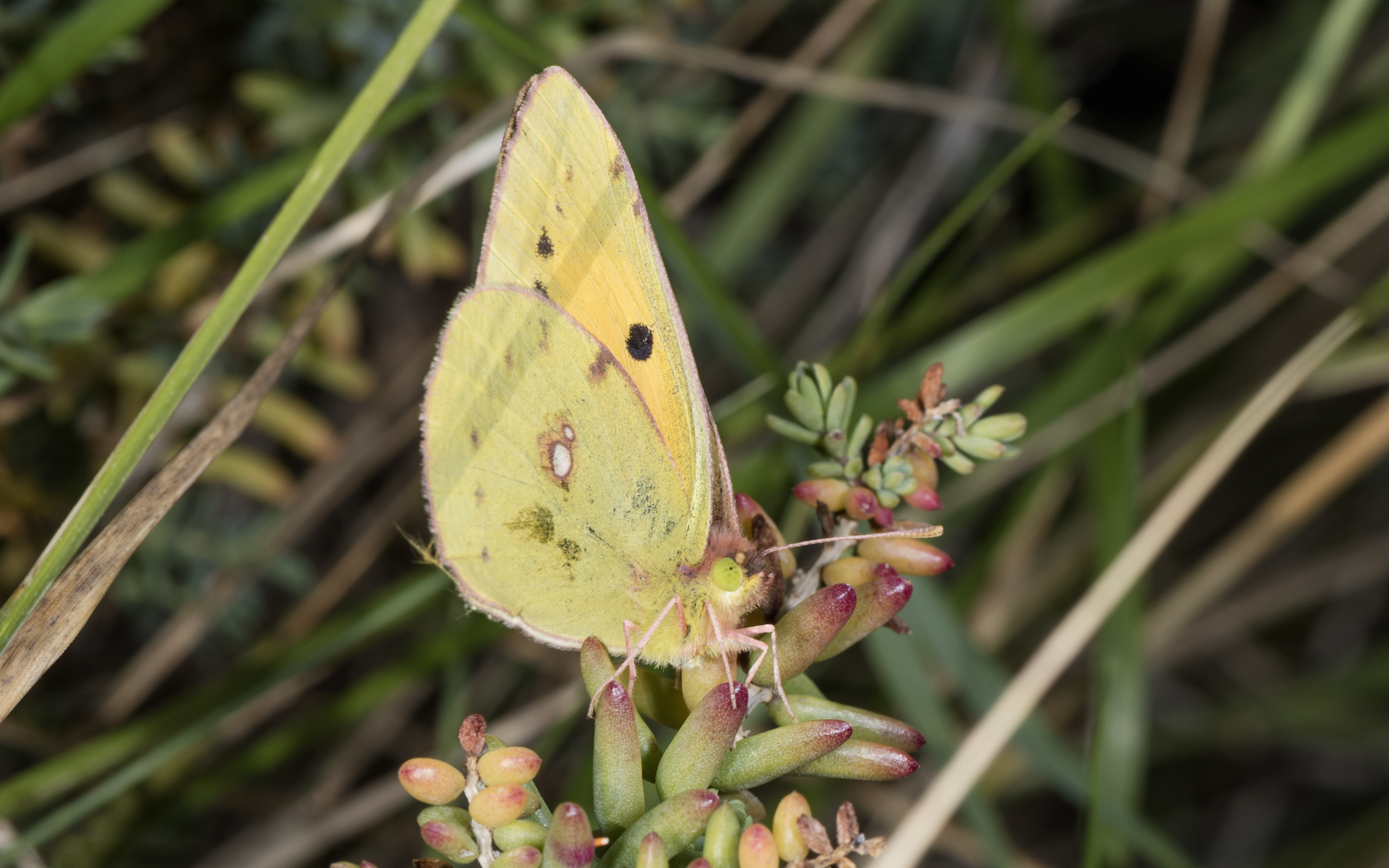
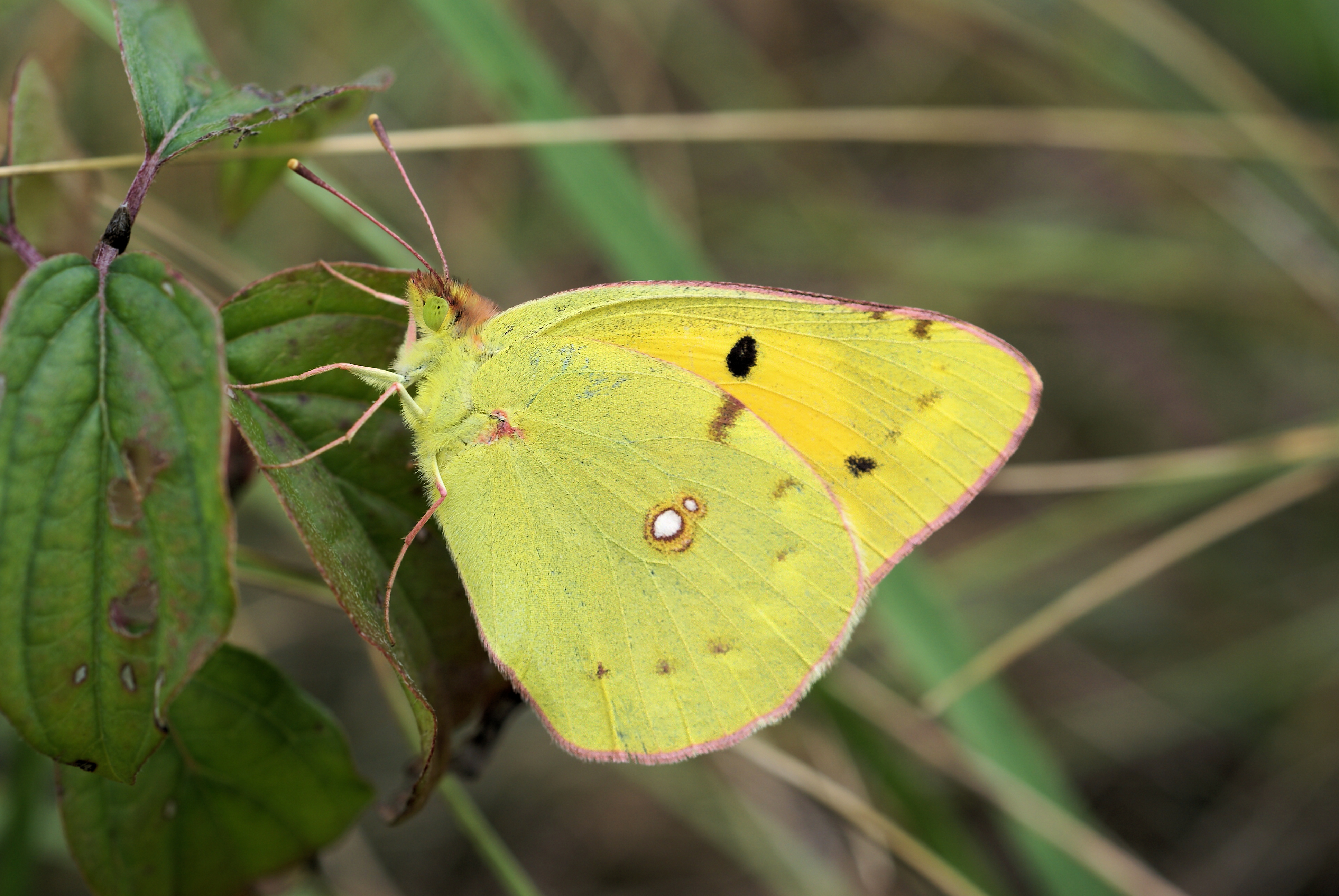
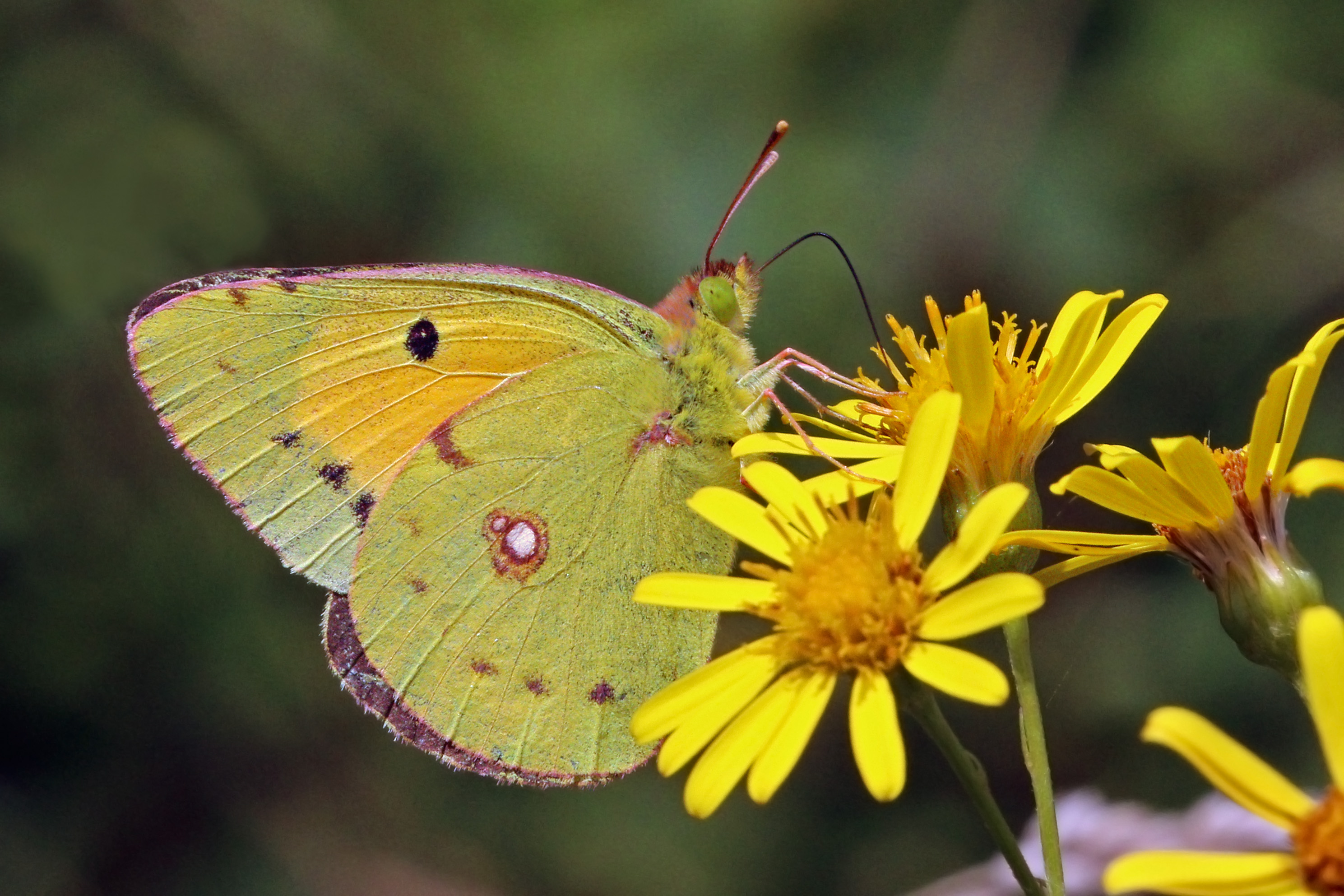